# Ivica Brzić
Ivan „Ivica” Brzić (ur. 28 maja 1941 w Nowym Sadzie, zm. 2 czerwca 2014) – piłkarz serbski grający podczas kariery na pozycji pomocnika.

## Kariera klubowa
Karierę piłkarską Ivica Brzić rozpoczął w klubie FK Novi Sad w 1961. Po spadku klubu z Nowego Sadu do drugiej ligi w 1964 przeszedł do Željezničara Sarajewo, z którego po paru miesiącach odszedł do Vojvodiny Nowy Sad. W sezonie 1965/1966 zdobył z nią w mistrzostwo Jugosławii. W 1972 Brzić wyjechał z Jugosławii do Austrii i został zawodnikiem drugoligowego Alpine Donawitz. Dobra gra w Donawitz zaowocowała transferem do ówczesnego mistrza Austrii – VÖEST Linz w 1974. W VÖEST zakończył karierę piłkarską w 1977.
| Sezon   | Klub                  | Kraj       | Rozgrywki     | Mecze | Bramki |
| ------- | --------------------- | ---------- | ------------- | ----- | ------ |
| 1961/62 | FK Novi Sad           | Jugosławia | Prva liga     | 21    | 0      |
| 1962/63 | FK Novi Sad           | Jugosławia | Prva liga     | 19    | 0      |
| 1963/64 | FK Novi Sad           | Jugosławia | Prva liga     | 26    | 0      |
| 1964/65 | FK Željezničar        | Jugosławia | Prva liga     | 14    | 0      |
| 1964/65 | FK Vojvodina Nowy Sad | Jugosławia | Prva liga     | 13    | 0      |
| 1965/66 | FK Vojvodina Nowy Sad | Jugosławia | Prva liga     | 29    | 0      |
| 1966/67 | FK Vojvodina Nowy Sad | Jugosławia | Prva liga     | 30    | 0      |
| 1967/68 | FK Vojvodina Nowy Sad | Jugosławia | Prva liga     | 30    | 0      |
| 1968/69 | FK Vojvodina Nowy Sad | Jugosławia | Prva liga     | 16    | 0      |
| 1969/70 | FK Vojvodina Nowy Sad | Jugosławia | Prva liga     | 25    | 4      |
| 1970/71 | FK Vojvodina Nowy Sad | Jugosławia | Prva liga     | 26    | 1      |
| 1971/72 | FK Vojvodina Nowy Sad | Jugosławia | Prva liga     | 31    | 0      |
| 1972/73 | Alpine Donawitz       | Austria    | Regionalliga  | 21    | 5      |
| 1973/74 | Alpine Donawitz       | Austria    | Regionalliga  | 32    | 1      |
| 1974/75 | VÖEST Linz            | Austria    | Bundesliga    | 34    | 1      |
| 1975/76 | VÖEST Linz            | Austria    | 1. Division   | 31    | 0      |
| 1976/77 | VÖEST Linz            | Austria    | 1. Division 1 | 16    | 1      |

## Kariera reprezentacyjna
Jedyny raz w reprezentacji Jugosławii Brzić wystąpił 18 września 1966 w przegranym 1:2 towarzyskim spotkaniu z ZSRR. W 1968 roku został powołany do kadry Jugosławii na Mistrzostwa Europy 1968, na którym Jugosławia wywalczyła wicemistrzostwo Europy.

## Kariera trenerska
Karierę trenerską Brzić rozpoczął w swoim ostatnim klubie VÖEST Linz. W latach 80. prowadził Vojvodinę oraz hiszpańskie: Osasuna Pampeluna i RCD Mallorca.
W 1991 wyjechał do Peru o przez prawię dekadę prowadził tamtejsze kluby: Universitario Lima, Alianzę Lima i Sport Boys Callao. Z Univesitario dwukrotnie zdobył mistrzostwo Peru w 1992 i 1993, a z Alianzą w 2001. W połowie lat. powrócił na krótko do Hiszpanii, gdzie prowadził Real Oviedo i Hérculesa Alicante. Karierę trenerską zakończył w Vojvodinie w 2008.